# Tadeusz Milewski (lekarz)
Tadeusz Teofil Milewski, ps. „Woyno” (ur. 5 marca 1891 w Kątkach, zm. wiosną 1940 w Charkowie) – porucznik lekarz rezerwy Wojska Polskiego, działacz niepodległościowy, ofiara zbrodni katyńskiej.

## Życiorys
Urodził się 5 marca 1891 we wsi Kątki, w ówczesnym powiecie ciechanowskim guberni płockiej jako syn Jana Eugeniusza, dzierżawcy domu w Warszawie, i Julianny z Chełchowskich. Ukończył Gimnazjum Filologiczne ośmioklasowe gen. P. Chrzanowskiego w Warszawie. 30 września 1911 rozpoczął studia na Wydziale Lekarskim Uniwersytetu Jagiellońskiego.
Po wybuchu I wojny światowej wstąpił do Legionów Polskich. W roku akademickim 1916/1917 kontynuował studia na macierzystej uczelni. W roku akademickim 1918/1919 uczęszczał dodatkowo na semestr wakacyjny na tym samym wydziale.
W 1918 został przyjęty do Wojska Polskiego. Walczył na wojnie z Ukraińcami. W 1919 przez pięć miesięcy przebywał w niewoli ukraińskiej. Służył w 1 pułku artylerii polowej Legionów. 23 października 1919 został przeniesiony do dyspozycji szefa sanitarnego Dowództwa Okręgu Generalnego Kraków. 6 listopada 1919 został mianowany podporucznikiem podlekarzem z zaliczeniem do Rezerwy armii i powołaniem do służby czynnej na czas wojny. Następnie pełnił służbę w 1/V batalionie wartowniczym w Krakowie, Szkolnym Oddziale Sanitarnym DOGen. Kraków i 18 pułku ułanów.
17 lutego 1920 uzyskał absolutorium, a 31 maja tego roku doktorat wszech nauk lekarskich.
Na początku 1922 został zdemobilizowany i przydzielony w rezerwie do Kompanii Zapasowej Sanitarnej Nr 2. 8 stycznia 1924 został zatwierdzony w stopniu porucznika ze starszeństwem z 1 czerwca 1919 i 30. lokatą w korpusie oficerów rezerwy sanitarnych, grupa lekarzy. Posiadał wówczas przydział w rezerwie do 2 batalionu sanitarnego w Lublinie. W 1934, jako oficer rezerwy pozostawał w ewidencji Powiatowej Komendy Uzupełnień Warszawa Miasto III i posiadał przydział do Kadry Zapasowej 2 Szpitala Okręgowego w Chełmie.
W latach 30. XX w. pracował w Szpitalu św. Ducha w Warszawie przy ul. Elektoralnej 12 na stanowisku kierownika laboratorium. Mieszkał w Warszawie przy ul. Zygmuntowskiej 2. W 1936 był dyrektorem Szpitala Przemienienia Pańskiego na Pradze.
W nieznanych okolicznościach, po agresji ZSRR na Polskę (17 września 1939), dostał się do niewoli sowieckiej i przebywał w obozie w Starobielsku. Wiosną 1940 został zamordowany przez funkcjonariuszy NKWD w Charkowie i pogrzebany w bezimiennej zbiorowej mogile w Piatichatkach, gdzie od 17 czerwca 2000 mieści się oficjalnie Cmentarz Ofiar Totalitaryzmu w Charkowie. Figuruje na tzw. liście Gajdiddeja (poz. 2326).
5 października 2007 minister obrony narodowej Aleksander Szczygło mianował go pośmiertnie na stopień kapitana. Awans został ogłoszony 9 listopada 2007 w Warszawie, w trakcie uroczystości „Katyń Pamiętamy – Uczcijmy Pamięć Bohaterów”.

## Ordery i odznaczenia
- Krzyż Niepodległości – 12 marca 1931 „za pracę w dziele odzyskania niepodległości”[20][2][21]
- Krzyż Walecznych trzykrotnie[11]